# Juan Carlos Mareco
Juan Carlos Mareco Iturburúa, conocido como Juan Carlos Mareco o "Pinocho" (Carmelo, Colonia, 20 de enero de 1926 - Buenos Aires, 8 de octubre de 2009) fue un conductor de radio y televisión, comediante, cantante, escritor, compositor y actor uruguayo radicado en Argentina. Ganó ocho Premios Martín Fierro. Hizo famosa la expresión cómica «azul quedó».

## Biografía
Hijo de Juan Carlos Mareco Arbeleche y Maruja Iturburúa de Córdoba, tras finalizar sus estudios secundarios en esta ciudad, obtuvo una beca para estudiar abogacía en Montevideo, donde conoció a su futura esposa, María del Carmen Irazábal. 
En la capital uruguaya se hizo notar por sus condiciones de comediante e imitador, por lo que fue invitado a integrar la Troupe Ateniense, una compañía teatral integrada por estudiantes que dirigía Ramón El Loro Collazo. Luego fue contratado por Radio Carve, donde el humorista y escritor uruguayo Wimpi (1906-1956) le puso el apodo artístico de «Pinocho»:

Siga estudiando [me dijo Wimpi] ¡Pero busquemos un seudónimo para que además pueda trabajar en la radio! Seudónimo de animalito no sirve: en Buenos Aires ya está Pepe Iglesias, El Zorro. Pensemos en Pinocho, el muñeco de madera, sin voz, fabricado por Gepetto. Supongamos que, para tener voz, Pinocho le roba el alma a una calandria (la calandria es un ave sin canto propio, que imita a otros pájaros)... Fue así, con esa alegoría tan wimpeana, que empecé mis imitaciones llamándome Pinocho.
Juan Carlos Mareco

Inició su carrera en 1943 debutando en 1947 en el teatro Dieciocho de Julio (de Montevideo), donde encabezó su propia compañía con la obra de Wimpi El nombre más lindo del mundo. En 1949 integró el elenco de una producción uruguaya dirigida por Adolfo L. Fabregat llamada Detective a contramano.
Luego viajó con su familia a Buenos Aires donde continuó con su carrera, pero seguía estudiando Derecho en Montevideo y filmó un año después El otro yo de Marcela, donde se destacó, al igual que en ¡Arriba el telón!, a principios de los años cincuenta. Su primer protagónico en cine lo tuvo en 1954 en Su seguro servidor, además condujo el programa Gran Hotel Panamá en Canal 7, oportunidad en que popularizó la expresión «azul quedó», título de una canción que interpretaba.
Otros de sus programas más populares fueron La galera, donde tuvo un gran éxito interactuando con el Topo Gigio el muñeco creado por María Perego, Casino Phillips, Cordialmente, Pinocheando y El show de Pinocho. En 1957 encabezó en el Teatro Cómico Canallita pero simpático, de Germán Ziclis, que fue considerada una de sus mejores labores en este medio. 
Filmando Una americana en Buenos Aires, actuó junto a Amelia Bence en Maribel y la extraña familia, siendo dirigidos por Cecilio Madanes en los teatros Odeón y El Nacional. Intervino en temporadas revisteriles, radiales y televisivas. 
Trabajó en España entre 1962 y 1965, donde estuvo al frente de un programa en TVE, circunstancias en las que entabló amistad con Joan Manuel Serrat y fue quien, según reconoce el cantautor, le sugirió comenzar a cantar en español. A principios de los años setenta trabajó en Israel. 
En 1974 fue designado como interventor de Canal 9, donde permaneció tres meses. Durante los peores años de la dictadura (1976-1983) se le prohibió trabajar, retornando en 1979 a la TV argentina en Canal 11, donde condujo Tango y goles. En 1982 reapareció con otro éxito suyo de radio y televisión: Cordialmente, que se emitía por Radio El Mundo . 
En el verano de 1983 junto al artista y comunicador Roberto Lamaison, realizó intervenciones diarias por Radio Splendid.
En 1990 trabajó en Miami como animador de la segunda temporada del programa La Feria de la Alegría junto con la animadora cubana Ana Margo, transmitido por Telemundo. En el mismo, hacía shows de ventriloquía con dos muñecos llamados Panchito y Chela. Permaneció por poco tiempo debido a la cancelación definitiva del programa.
Se destacó como compositor musical: A una novia, es la canción suya más destacada en el ambiente folklórico, e incursionó en otros géneros, como cantante de la Jazz Casino Orquesta dirigida por Tito Alberti, con la que grabó dos álbumes.

## Premios
Además de haber recibido ocho premios Martín Fierro, en 1972 ganó el premio Ondas de España, en 1979 le entregaron la Palma de Hollywood en Los Ángeles (Estados Unidos), en 1991 la Fundación Konex obtuvo el diploma al mérito por su labor cómo conductor por el período 1981-1990.

## Vida personal
Tuvo varias parejas en su vida: Lolita Torres, Miriam Sucre (1920-2011), en 1966, y Ana María Picchio, entre otras.
Estuvo casado con María del Carmen Irazábal, con quien tuvo varios hijos: Mariela, Gonzalo y María del Rosario. 
Entre 1963 y 1970 estuvo casado con la vedette y actriz Mariquita Gallegos.
Entre 1973 y 1975 vivió con la locutora Leonor Ferrara (c. 1944-2013)
Desde 1975 convivió con Elena Luisa Galtieri, con quien se casó en 1988 y vivió hasta su muerte, el 8 de octubre de 2009, a los 83 años.
Desde fines de 2008 había tenido que ser internado en un geriátrico debido a problemas neurológicos (aunque no padecía alzhéimer, como se difundió).
Sus restos fueron inhumados en el Jardín de la Paz en Pilar (provincia de Buenos Aires).
Tuvo varios nietos: Santiago, Pilar, Juan, Paula, Mariano, Martín, Rafaela, José María y Paloma, y seis bisnietos.

## Legado
Desde su actuación cómica, hizo famosa la expresión «azul quedó», a raíz de una canción del mismo título compuesta por Wimpi que él mismo cantaba, y que luego sería versionada también por otros artistas como la Mona Jiménez. Cantó con la Jazz Casino Orquesta dirigida por Tito Alberti y grabó dos álbumes musicales.

Un día fui a Córdoba a trabajar para un instituto de niños ciegos. (Habrá cosas conmovedoras, ¿pero un chiquito ciego...!) Los divertí lo mejor que pude. Los chicos me rodearon y se pusieron a cantarme, ellos a mí, canciones mías, de las primeras. Y yo lloraba. Ellos no me veían, claro. Cuando subí al ómnibus ya estaba convencido de que la misión mía era esa: entretener a los que les hacen falta sonrisas.
Juan Carlos Mareco

## Libros
- Y tengo una ilusión (poesía). Buenos Aires: Vergara, 1987.

Como poeta, también escribió las letras de los tangos Farolero, De qué te quejás, Yo quiero un tango y Despedida. Su canción (en coautoría con Alfredo Alfonso) A una novia (la Luna que es caprichosa), interpretada inicialmente por él mismo, gozó de gran popularidad y se instaló en el cancionero folklórico argentino.
Hizo famosa la expresión cómica «azul quedó», proveniente de una canción del Wimpi del mismo título que él cantaba.

## Discografía
- ????: "Único" - MUSIC HALL

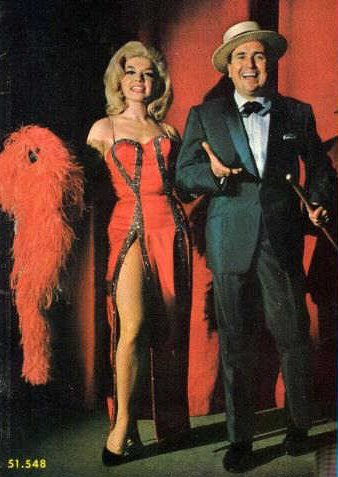
Mariquita Gallegos con Juan Carlos Mareco, en la época de Otras pinochadas.

- ????: "Dolores tengo / Azul quedo" (Simple) - MUSIC HALL
- ????: "Se largó la Maribela / El changú" (Simple) - MUSIC HALL
- ????: "Zamba para mi hijo / Cueca del papelón" (Simple) - MUSIC HALL
- ????: "Juan Carlos Mareco "Pinocho" canta sus éxitos - Vol.2" (EP) - MUSIC HALL
- ????: "El show de Pinocho" (Simple) - INTERBAS
- ????: "Pinochadas" - DIAPASON
- 1965: "Pinochadas" (Simple) - Junto a Mariquita Gallegos - BELTER
- 1965: "Otras pinochadas" (Simple) - Junto a Mariquita Gallegos - BELTER
- 1965: "Juan Carlos Mareco Pinocho" (EP) - BELTER
- 1967: "A mis queridos amiguitos" (EP) - Junto al Topo Gigio - POLYGRAM
- ????: "Mi despedida / Vals del adiós" (Simple) - Junto al Topo Gigio - POLYGRAM
- ????: "Feliz cumpleaños / Mamita querida" (Simple) - DIAPASON

## Filmografía en Uruguay
- 1949: Detective a contramano.

## Filmografía en Argentina
- 1950: El otro yo de Marcela
- 1951: ¡Qué hermanita!
- 1951: El patio de la morocha
- 1954: Su seguro servidor
- 1961: Una americana en Buenos Aires
- 1966: Una ventana al éxito
- 1967: La cigarra está que arde

## Filmografía en España
- 1965: Búsqueme a esa chica
- 1966: El mago de los sueños
- 1966: Algunas lecciones de amor